# Кузнецов, Сергей Васильевич (футболист, 1963)
Сергей Васильевич Кузнецов (род. 1 января 1963, Белгород, СССР) — советский футболист, защитник. Выступал в высших дивизионах СССР (238 матчей, 4 гола), Венгрии и России.

## Карьера
Сергей Кузнецов начал заниматься футболом в школе белгородского «Салюта», позже перешёл в харьковский спортинтернат. С 1980 года он привлекался к матчам дубля «Металлиста», а с 1981 года выступал за его первую команду.
С 1982 года в составе «Металлиста» играл в Высшей лиге, в 1983 году стал финалистом Кубка СССР. В 1988 году перешёл в одесский «Черноморец», а в последнем сезоне советского чемпионата играл за запорожский «Металлург».
Летом 1991 года Кузнецов уехал играть в венгерский «Ференцварош», за который выступал шесть сезонов с небольшим перерывом, за это время трижды стал чемпионом страны и дважды — обладателем кубка. Выступал в составе «Ференцвароша» в еврокубках.
В 1994 году отыграл половину сезона за «КАМАЗ» в чемпионате России. Завершал карьеру в клубе второго венгерского дивизиона «Газсер».
С 1982 по 1984 год выступал за молодёжную сборную СССР, в составе которой провёл 8 матчей, забил 1 мяч.
В сезоне 1999/00 работал главным тренером в венгерском клубе 4-й лиги «Чонград», с которым с преимуществом в 9 очков выиграл зональный турнир.

## Достижения
- Чемпион Венгрии: 1992, 1995, 1996
- Обладатель Кубка Венгрии: 1993, 1994, 1995
- Обладатель Кубка СССР 1988[6]
- Обладатель Кубка Федерации футбола СССР 1990
- Обладатель Суперкубка Венгрии: 1993, 1994, 1995[7]
- Финалист Кубка СССР 1983
- Финалист Кубка Федерации футбола СССР 1987

## Личная жизнь
Сын Сергей (р. 1982) - футболист и тренер.